# Llista de paranys en escacs
Aquesta és una llista de paranys d'obertura en escacs.

## Llista de paranys en escacs
Ordenats per obertura:
- Contragambit Albin – Parany de Lasker
- gambit Blackmar-Diemer – Parany de Halosar
- Defensa Bogoíndia – Parany de Monticelli
- gambit Budapest – Parany de Kieninger
- Obertura italiana – gambit Blackburne Shilling
- Defensa Petrov – Parany de Marshall
- Defensa Philidor – Parany de Légal
- gambit de dama refusat – Parany de l'elefant, Parany de Rubinstein
- Obertura Ruy López – Parany de Mortimer, Parany de l'Arca de Noè, Parany de Tarrasch, Parany de Rombaua
- Defensa siciliana – Parany de Magnus Smith, Parany siberià, Parany de Bobby Fischer
- gambit vienès – Parany de Würzburger

També hi ha altres paranys, tots acabant en escac i mat, a Mats en l'obertura.